# Famille de Lamberts-Cortenbach
La famille de Lamberts-Cortenbach est une famille originaire de la Province de Limbourg (Pays-Bas). Elle fut anoblie par l'empereur Léopold Ier le 11 mai 1686 avec le titre de chevalier du Saint-Empire en la personne  de Herman Lamberts (1650-1700), seigneur d'Einrathoff qui acquit la seigneurie, terre et château de Cortenbach par acte du 27 juillet 1682. La famille fut incorporée au sein de la noblesse belge le 21 octobre 1861 par le roi Léopold Ier de Belgique. Cette famille s'est éteinte après la mort de Léon de Lamberts-Cortenbach (1871-1921), dernier porteur mâle du nom.

## Histoire
D'après certaines sources la famille Lamberts serait originaire de Westphalie. Des sources mentionnent et relient à cette famille un certain Rodolphe von Lamberts qui aurait été créé « baron du Saint-Empire » le 23 novembre 1497 par lettre patentes de l'Empereur Maximilien Ier du Saint-Empire, néanmoins ces lettres patentes n'ont pas été retrouvées et cette origine n'est pas prouvée. Les sources plus récentes font remonter l'origine de la famille au XVIIe siècle en Province de Limbourg (Pays-Bas).
- Herman Ier Lamberts († 1664) marié à Anne Hubin von Gülchen qui vivait en Province de Limbourg (Pays-Bas) est le premier connu de la filiation prouvée de la famille Lamberts[2].
- Herman II Lamberts (1650-1700), fils du précédent, épousa Marie-Ludgarde Nütten (?-1699), fille de Jean Nütten (1624-1656), résident de l'Électeur de Cologne[2]. Ils eurent cinq enfants: quatre filles et un fils. Le 11 mai 1686, Herman II Lamberts (1650-1700) fut anobli avec le titre de chevalier du Saint-Empire par l'empereur Léopold Ier. Le 27 juillet 1682 il achera la terre et le château de Cortenbach à Voerendaal (Province de Limbourg (Pays-Bas)) pour la somme de 14.000 florin d'Empire[2].
- Léonard-Joseph, Lamberts "baron de Cortenbach" (1685-1764), fils du précédent, devint capitaine dans un régiment de dragons du duc Charles-Frédéric de Holstein-Gottorp avant de rentrer en politique et de devenir bourgmestre d'Aix-la-Chapelle. Le 17 mars 1708, il épousa Anne-Ermelinde de Surlet (morte prématurément le 12 mars 1712) avec qui il eut six enfants. Il épousa en secondes noces Marie-Georgine d'Aspremont Lynden avec qui il eut douze enfants[2]. En 1713, il acquit un ancien palais à Aix-la-Chapelle qui deviendra le palais de Lamberts de Cortenbach. Il fut entièrement rénové par le maître baroque Laurenz Mefferdatis.
- Antoine-Ulrich de Lamberts  "baron de Cortenbach", fils aîné du précédent épousa Le 27 août 1744 Dorothée de Méan de Beaurieux, fille de Pierre comte de Méan de Beaurieux, ministre d'État de la principauté de Liège et sœur de François-Antoine de Méan, prince-évêque de Liège[3].
- Georges-Xavier de Lamberts-Cortenbach, frère cadet du précédent[4], né en 1722 au Palais Lamberts-Cortenbach à Aix-la-Chapelle servit durant vingt ans comme capitaine de cavalerie en Espagne. En 1766, il devint l'aîné de la famille à la suite de la mort de son demi-frère aîné. En 1761, il épousa épousa Marie-Anne de Veyder-Malberg, fille unique du baron François-Maurice de Veyder-Malberg (1699-1764) et de Marie-Thérèse de la Neuforge. En 1766, il hérita du château de Crèvecoeur à Herve[5],[6]. Lors du grand embarras financier dans lequel se trouva l'Autriche, il fit briser sa vaisselle et l'envoya à la monnaie de l'Empire ainsi qu'une somme en or[7]. À la fin de sa vie, il se retira au château de Cortenbach, où il mourut en 1796[8].
- Werner de Lamberts-Cortenbach, fils du précédent, né au château de Crèvecoeur, le 1er août 1775, servit d'abord comme enseigne dans le régiment de Namur, au service des États Belgique à la fin de 1790, puis comme lieutenant dans l'armée autrichienne. Il rentra dans sa patrie vers 1800 et s'engagea dans la légion dite des Francs du Nord, qui fit les campagnes de 1800 et de 1801 avec l'armée Gallo-Batave ; il y devint sous-lieutenant le 28 août 1800, lieutenant le 23 mars 1801, et abandonna définitivement la carrière militaire au licenciement de ce corps. Élu membre des États provinciaux du Limbourg, il fit une opposition vigoureuse au gouvernement des Pays-Bas. Après la révolution de 1830, le gouvernement provisoire le nomma, par arrêté du 29 novembre 1830, gouverneur de la Flandre orientale. Il fut nommé gouverneur du Limbourg par arrêté royal du 21 septembre 1834, chevalier de l'Ordre de Léopold le 12 juillet 1835 et mourut au château de Terkeelen[9]. à Saint-Trond, le 1er septembre 1849. Il avait épousé à Liège le 1er octobre 1817, Marie-Thérèse de Bex, née à Liège le 17 septembre 1799, fille de Jean-Pierre de Bex, bourgmestre de Liège, et de Marie-Agnès de Grumsel d'Emale.

Plusieurs membres de cette famille ont été militaires en Autriche, en Bavière et en Espagne.

## Anoblissement et titres
- Anoblissement de Herman II Lamberts (1650-1700) avec le titre de chevalier du Saint-Empire le 11 mai 1686 par l'empereur Léopold Ier[10].
- Droit de porter le titre de baron de Cortenbach pour Herman II Lamberts (1650-1700) par diplôme du 20 mai 1686 de l'empereur Léopold Ier[11]
- Baron à titre personnel le 16 février 1816 par le roi des Bleges Léopold Ier[10]
- Concession du titre de baron par ordre de primogéniture masculine le 26 avril 1816 et 21 octobre 1861 par le roi des Belges Léopold Ier de Belgique.

## Blason
| Armes de la famille | Blason: Écartelé: au 1 et 4 d'argent au lion de gueules, hissant de la pointe du flanc senestre du quartier, tenant en sa patte droite un anneau d'or; au 2 et 3, d'or à la demi-aigle éployée de sable, mouvante du flanc senestre du quartier; parti de même à la face de gueules; sur le tout: un écusson d'or à trois bandes de gueules, couronné d'or, qui est «Cortenbach». Couronne: couronne de comte néerlandaise. Cimier : le lion de l'écu. Heaume: casque d'argent grillé, liséré, colleté et couronnée d'or doublé de gueules. Lambrequins: d'argent et de gueules. Tenant: deux sauvages de carnation tenant chacun une bannière aux armes du surtout. |

## Châteaux

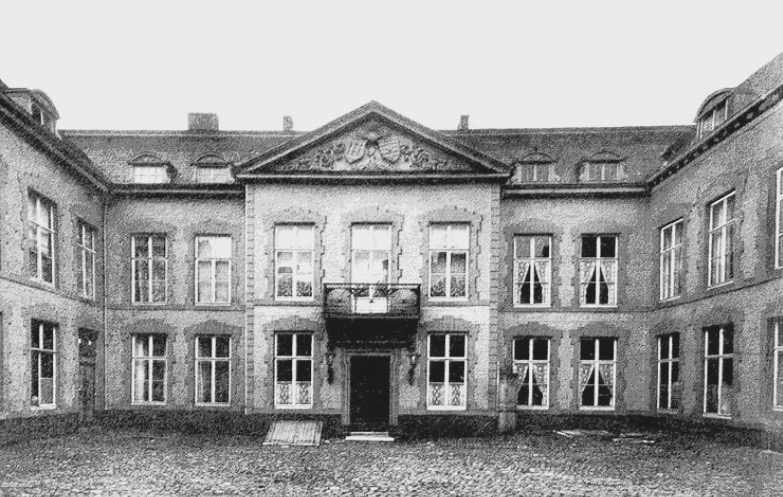
Palais Lamberts-Cortenbach (de) (Aix-la-Chapelle, Allemagne).
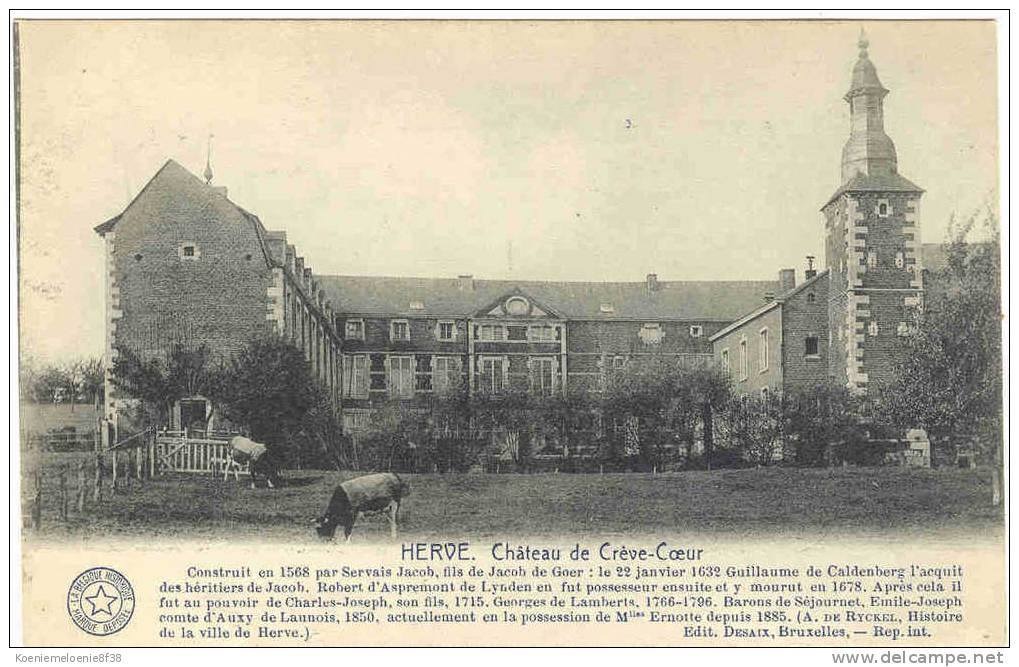
Château-ferme de Crèvecoeur (Battice, Belgique).
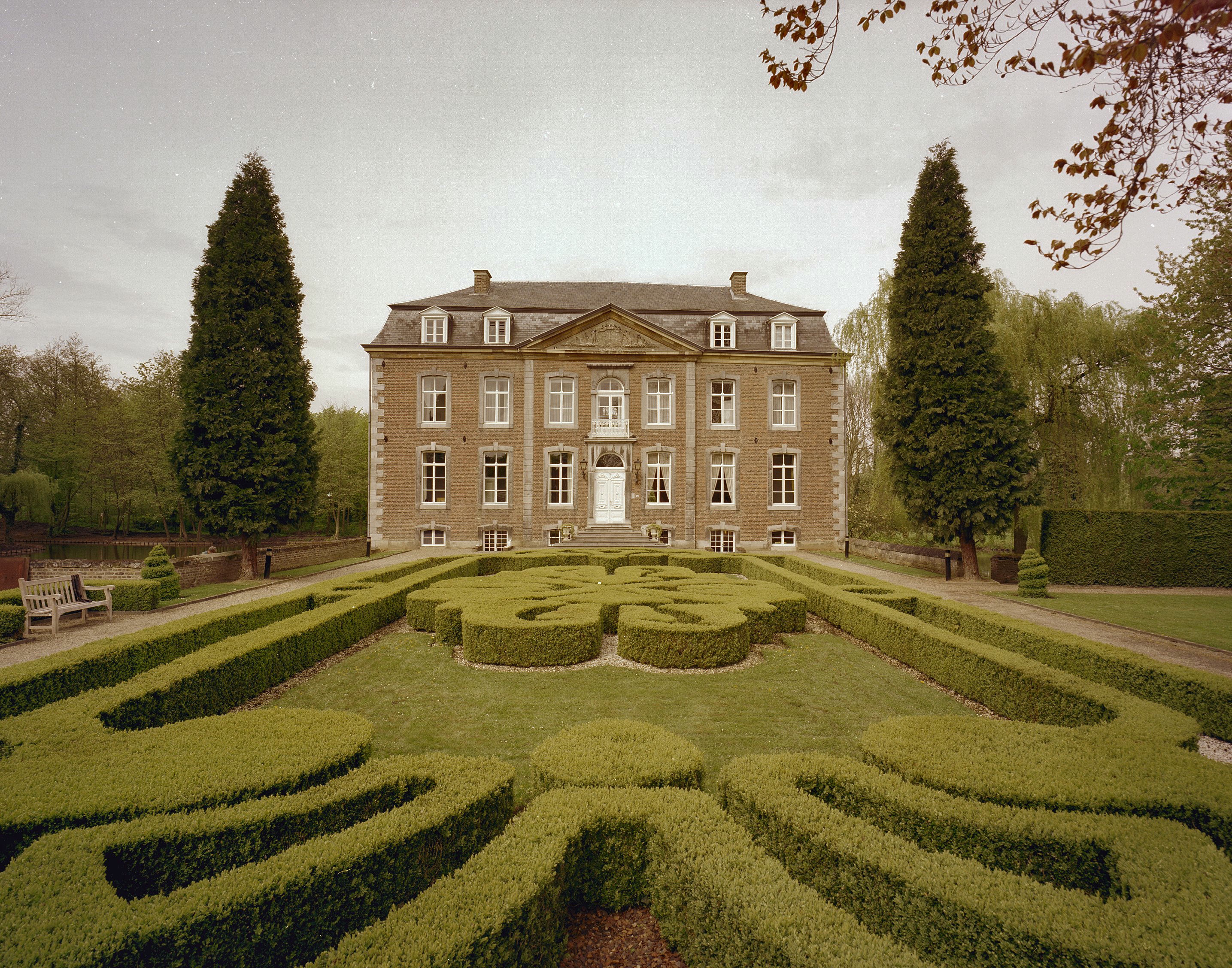
Château de Cortenbach (Voerendaal, Pays-Bas).
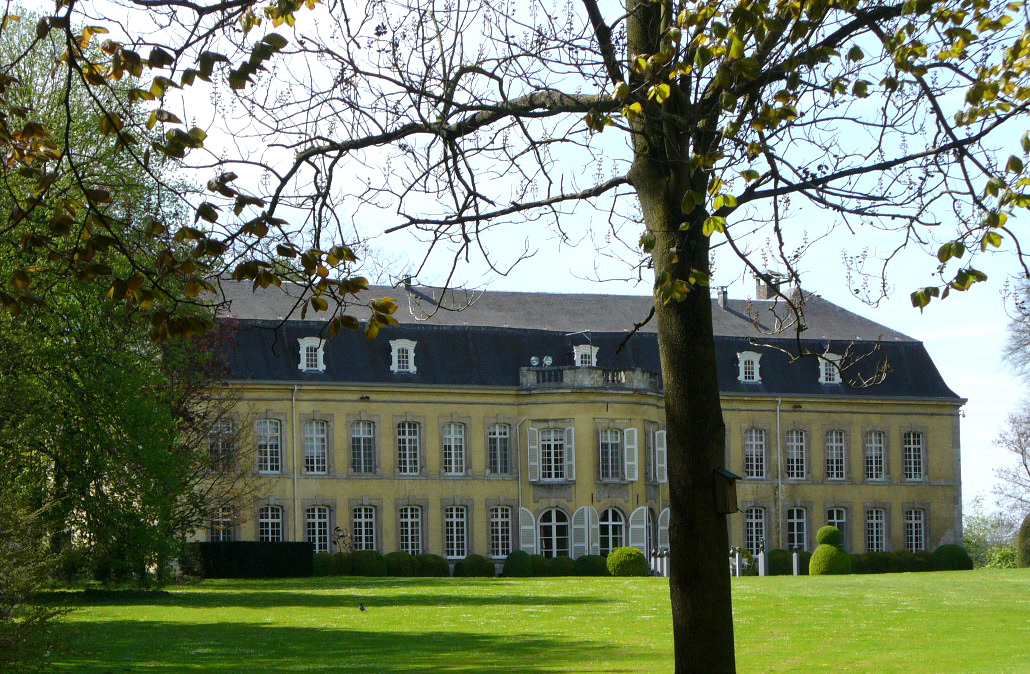
Château de Hocht (Lanaken, Belgique).
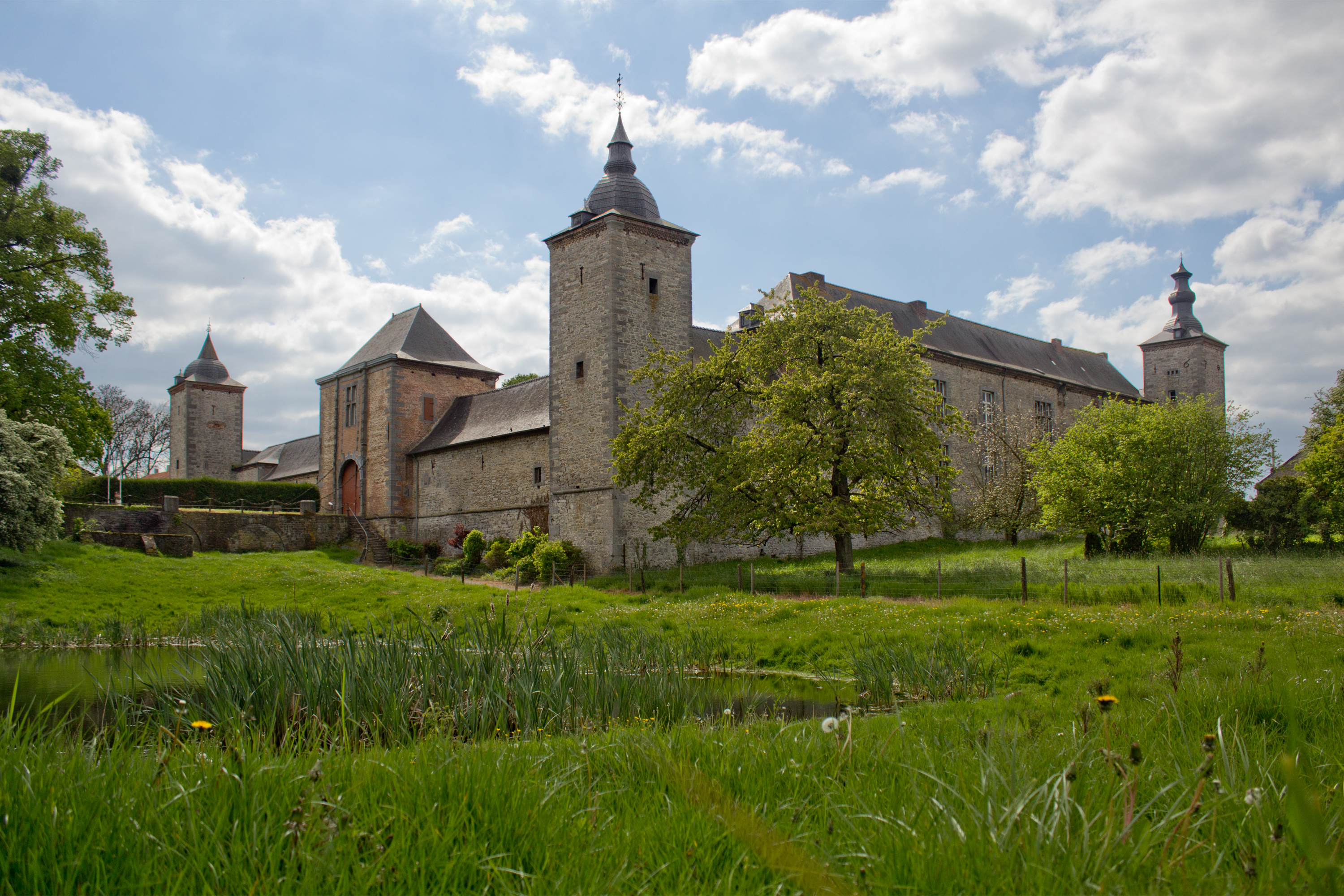
Château de Falaën (Falaën, Belgique).
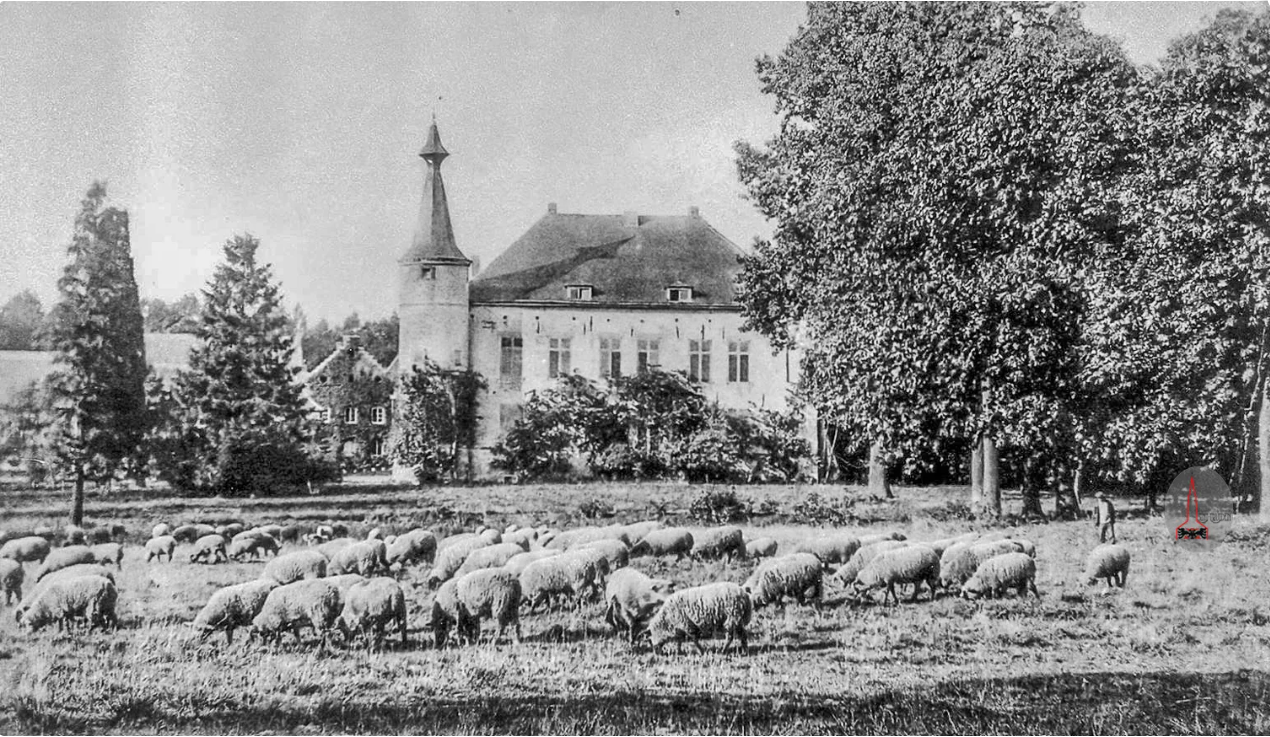
Château Terkeelen (Melveren, Saint-Trond, Belgique).
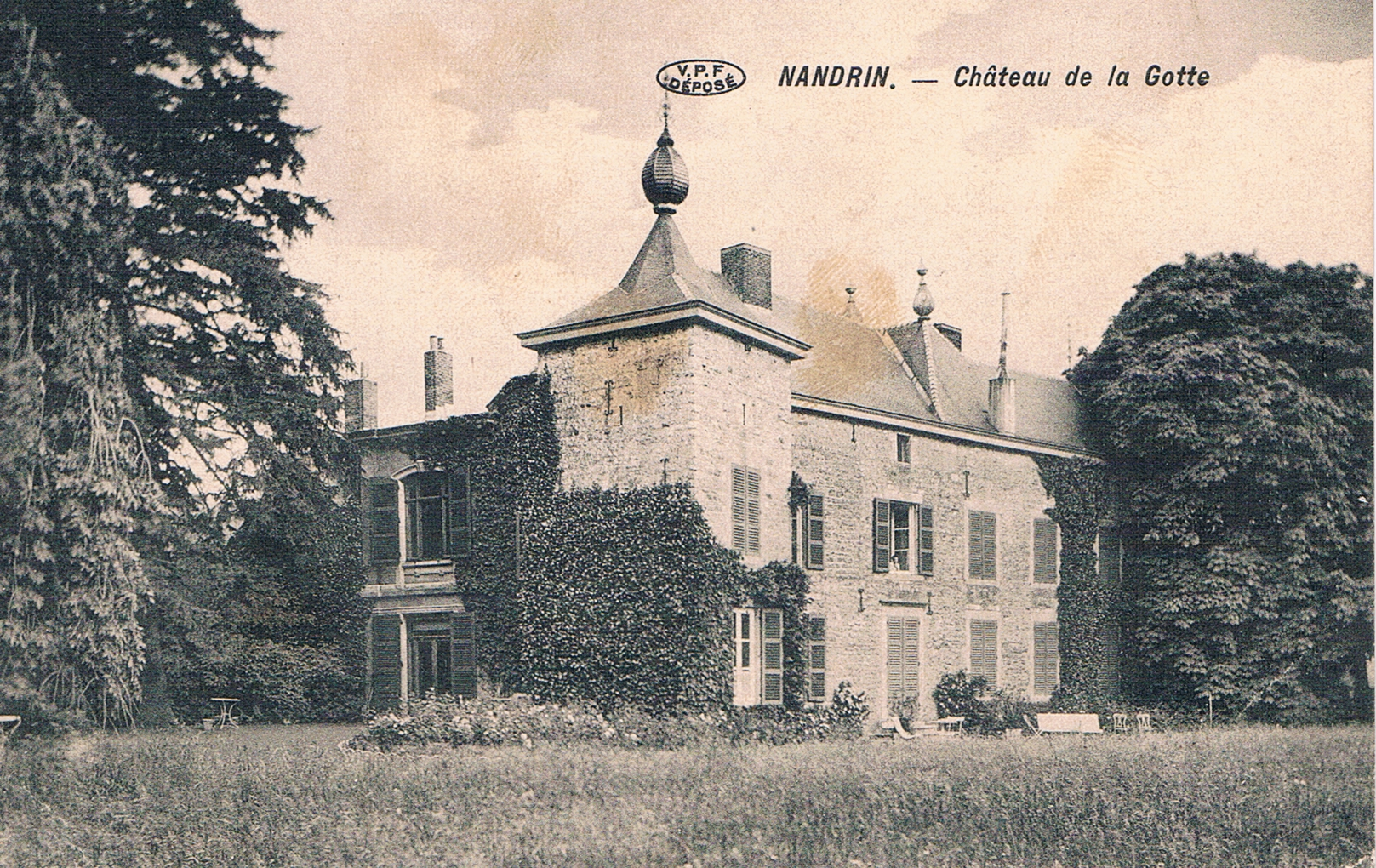
Château de la Gotte (Nandrin, Belgique).

## Généalogie
- Herman Lamberts ∞ Anne Hubin von Gülchen
  - Herman II Lamberts seigneur de Cortenbach (1650-?) ∞ Lutgardis von Nütten[1]
    - Léonard-Joseph de Lamberts-Cortenbach (1685/86-1765) ∞ Anne-Emerentine-Josèphe (Ermelinde) de Surlet (?-1714)[1],[2]
      - Antoine-Ulrich de Lamberts-Cortenbach (1712-1766) ∞ Dorothée de Méan de Beaurieux

    - Léonard-Joseph de Lamberts-Cortenbach (1686-?) ∞ Marie-Catherine d'Aspremont Lynden[12],[2]
      - Antoine-Albert-Dieudonné de Lamberts-Cortenbach (1719-?) ∞ Marguerite de Montfort
      - Georges-Charles-Joseph-Xavier de Lamberts-Cortenbach (1722/23-1796) ∞ Marie-Anne von Veyder Malsberg (?-1814)[12],[2]
        - Ernest-Pierre-Marie-Anne-Joseph de Lamberts-Cortenbach (1768-1845) ∞ Marie-Elisabeth Desteyn (1801-1869)[2]
          - Lambert de Lamberts de Cortenbach (1840-1872) ∞ Marie-Elisabeth Nélissen

        - Werner-Joseph de Lamberts-Cortenbach (1775-1849) ∞ Marie-Thérèse de Bex (1799-1883)[12],[2]
          - Ferdinand de Lamberts-Cortenbach (1826-1912) ∞ Emilie de Foestraets (1832-?)
            - Werner de Lamberts-Cortenbach (1872-1934) ∞ Clotilde du Monceau (1868/69-1930)

          - Frédéric de Lamberts-Cortenbach (1828-1908) ∞ Octavie Halleux (1834-après 1934)[13],[2]
            - Ferdinand de Lamberts-Cortenbach(1863-1885) (sans alliance)
            - Werner de Lamberts-Cortenbach (1866-1945) (sans alliance)
            - Alphonse de Lamberts-Cortenbach (1868-1906)(sans alliance)
            - Marie de Lamberts-Cortenbach (1869-1966) (sans alliance)

          - Rodolphe de Lamberts-Cortenbach (1837-?) ∞ Hortense Cruts (1836-?)[2]
            - Émile de Lamberts-Cortenbach (1865-?)
            - Sophie de Lamberts-Cortenbach (1870-1932)

          - Léon de Lamberts-Cortenbach (1842-1910) ∞ Pauline de la Barre d'Erquelinnes[2]
            - Léon de Lamberts-Cortenbach (1871-1921) ∞ Marie de Coppin de Falaën

## Portraits

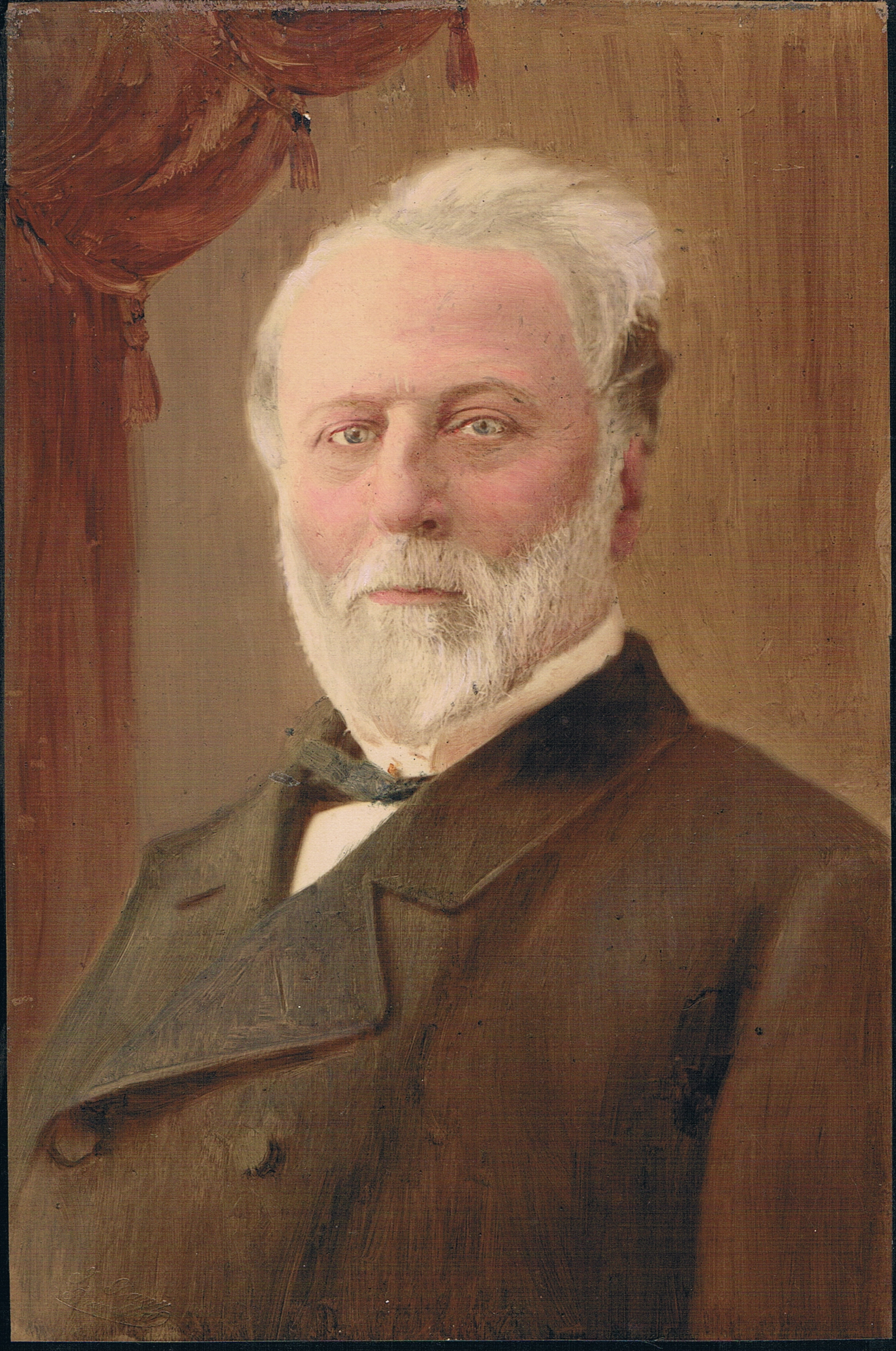
Ferdinand de Lamberts-Cortenbach (1826-1912).
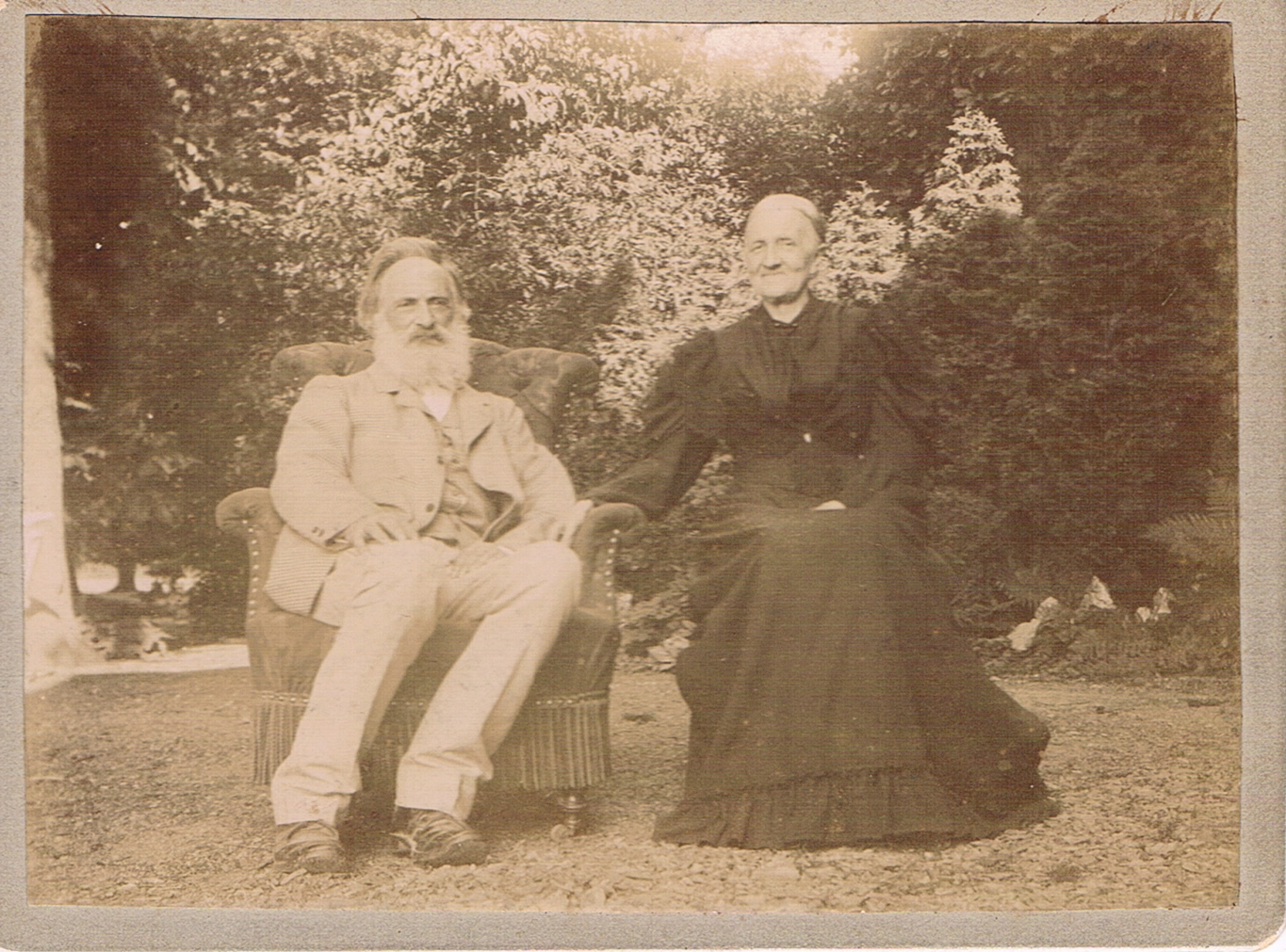
Fréderic de Lamberts-Cortenbach et son épouse Octavie Halleux.
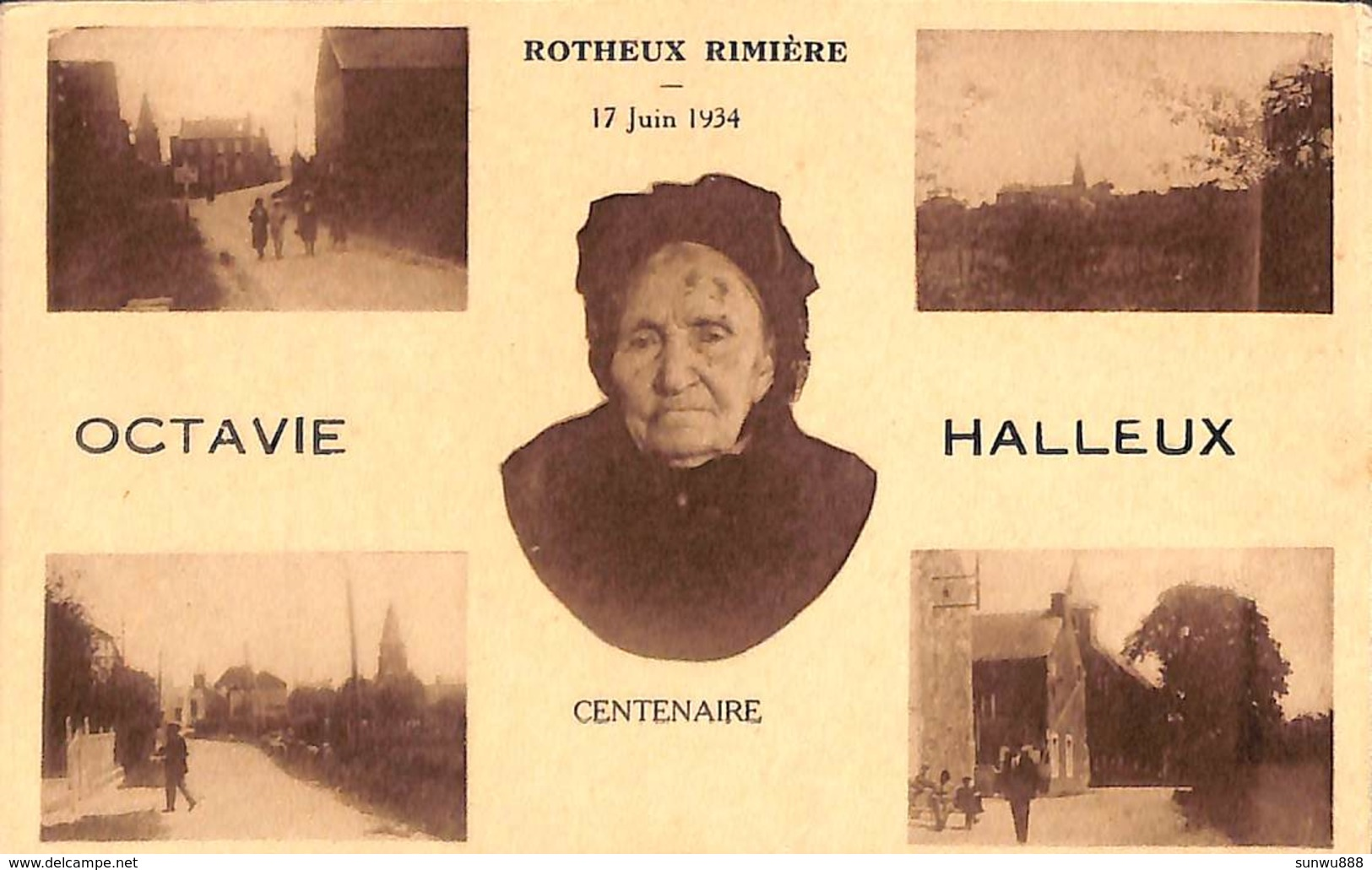
Carte postale publiée à l'occasion du centenaire d'Octavie Halleux, le 17 juin 1934.
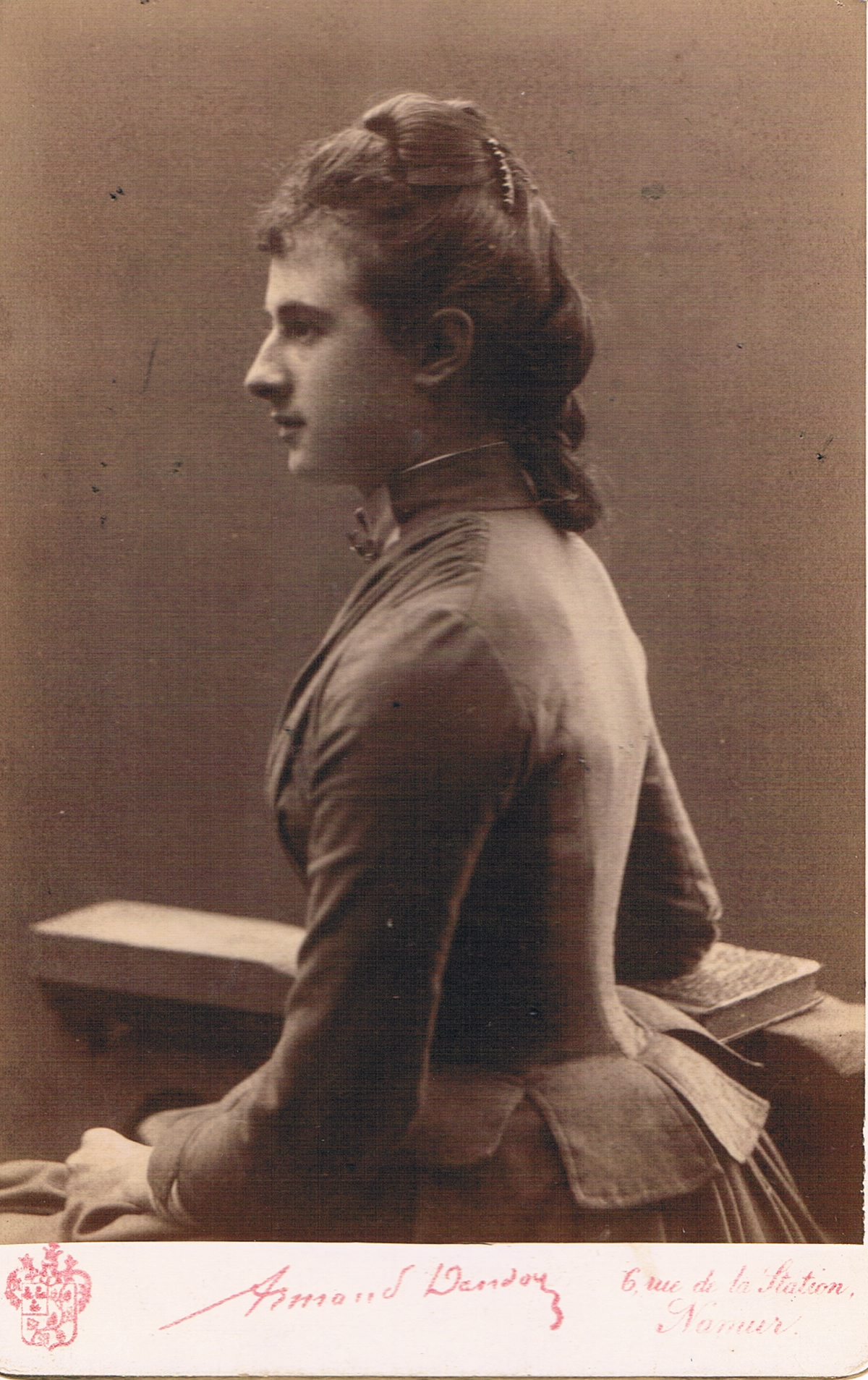
Marie de Lamberts-Cortenbach.
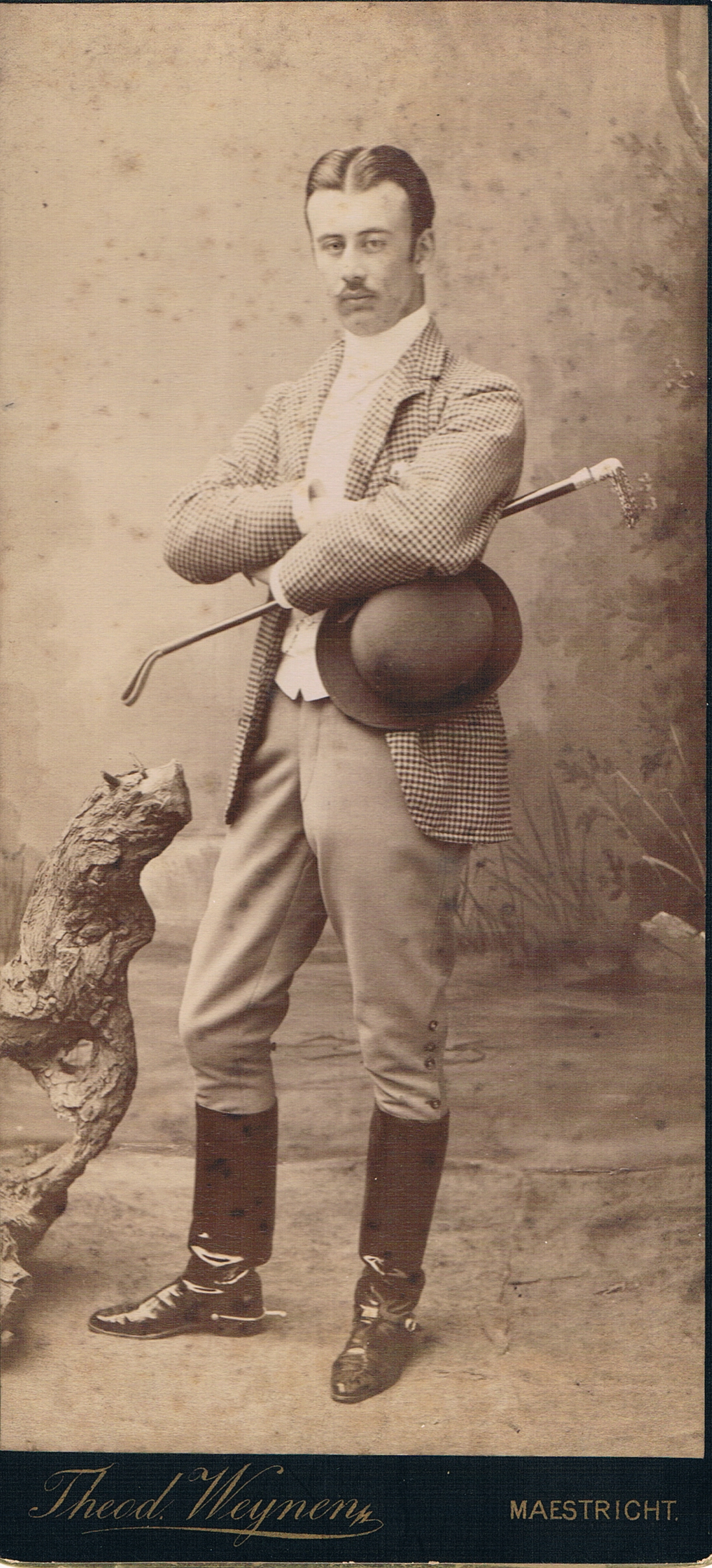
Émile de Lamberts-Cortenbach.
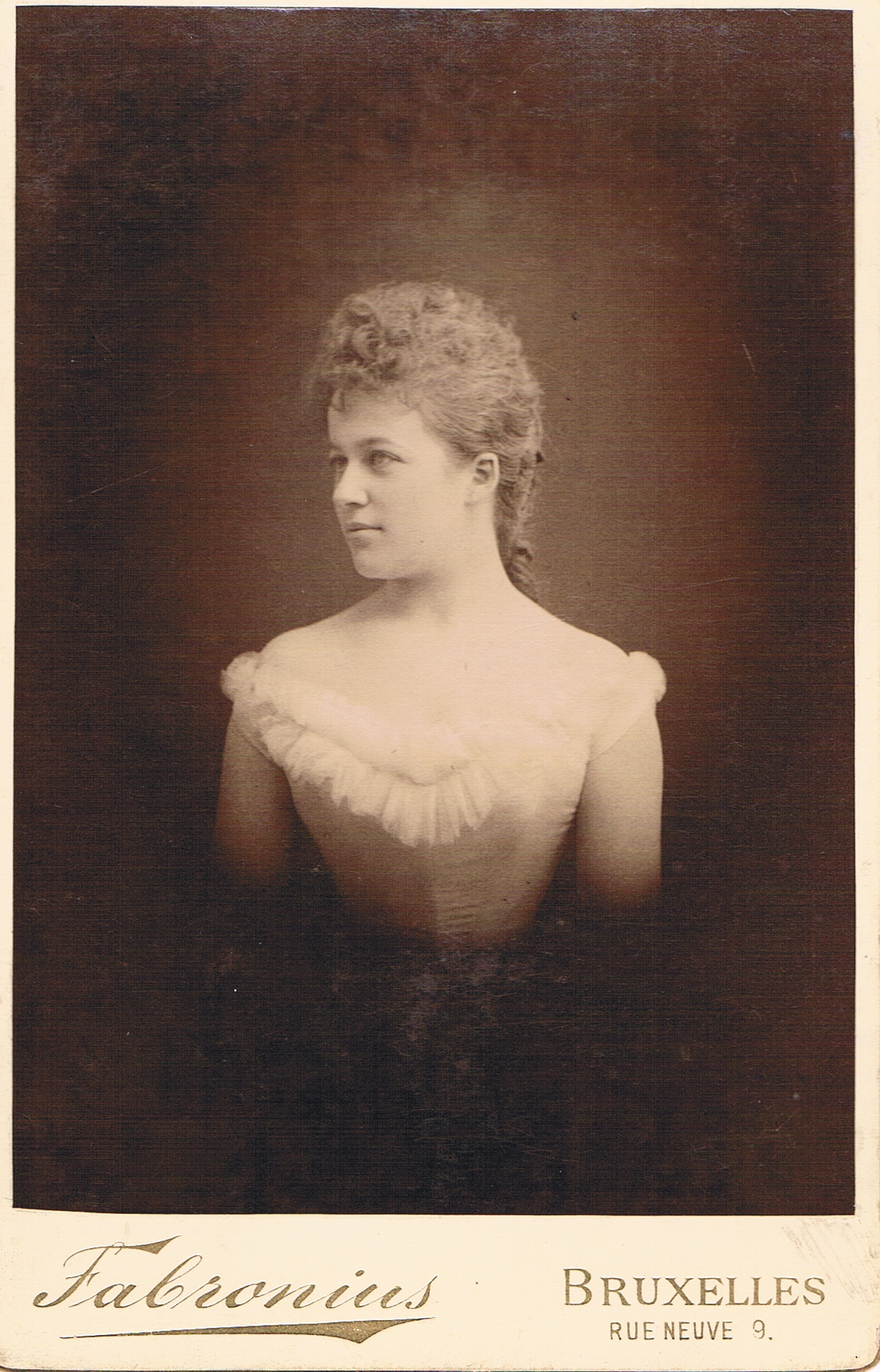
Sophie de Lamberts-Cortenbach.
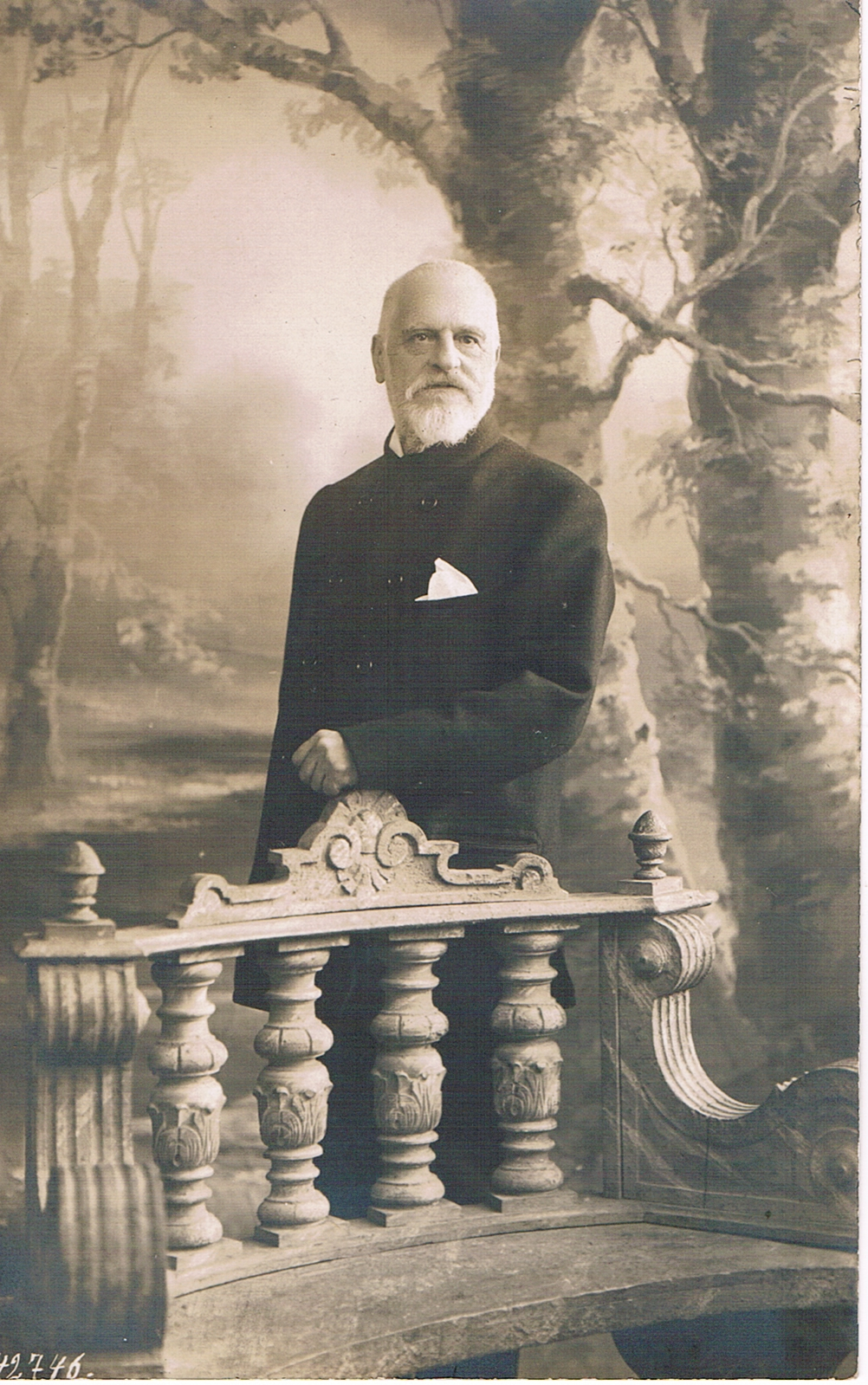
Léon de Lamberts-Cortenbach (1842-1910).

## Alliances
La famille de Lambert-Cortenbach s'est alliée aux familles : Hubin von Gülchen, von Nütten, d'Aspremont Lynden, de Méan de Beaurieux, von Veyder-Malberg, de Bex, de Foestraets, du Monceau, de Halleux de Tinlot, Cruts, de la Barre d'Erquelinnes, de Coppin de Falaën, etc.,.